# Kanton Portes d'Ariège
 Portes d’Ariège  is een kanton van het Franse departement Ariège. Het kanton maakt deel uit van het arrondissement Pamiers.
In 2020 telde het 13.677 inwoners.

Het kanton werd gevormd ingevolge het decreet van 18 februari 2014 , met uitwerking op 22 maart 2015, met Saverdun  als hoofdplaats.

## Gemeenten
Het kanton omvat volgende gemeenten:
- La Bastide-de-Lordat
- Bonnac
- Brie
- Canté
- Esplas
- Gaudiès
- Justiniac
- Labatut
- Lissac
- Mazères
- Montaut
- Saint-Quirc
- Saverdun
- Trémoulet
- Le Vernet
- Villeneuve-du-Paréage